# Dž (слово латинице)
Dž dž је седмо слово и један од три диграфа српске латинице. Осим у српском, слово постоји и у хрватском, бошњачком и црногорском језику.  
У српском језику представља звучни предњонепчани сугласник и углавном се користи у изговарању речи страног порекла (највише турцизама и англицизама).

## Информатичко кодирање
У Латеху се слово Dž, као и мало слово dž, може записати (кодирати) током писања текста. Dž се кодира као D\v{Z}, а dž као d\v{z}.